# Sjællands Storkreds
Der Sjællands Storkreds ist ein Mehrpersonenwahlkreis bei Folketingswahlen in Dänemark. Er besteht seit der Folketingswahl 2007, zählt zum Landesteil Sjælland-Syddanmark und ist deckungsgleich mit der Region Sjælland. Vor 2007 bestanden auf diesem Gebiet das Roskilde Amt, das Storstrøms Amt und das Vestsjællands Amt.

## Opstillingskredse
Der Sjællands Storkreds umfasst zwölf Opstillingskredse (Aufstellungskreise). In Klammern angegeben ist die Zahl der Wahlberechtigten bei der Wahl 2022:
- 29 – Lolland (31.368)
- 30 – Guldborgsund (46.871)
- 31 – Vordingborg (35.188)
- 32 – Næstved (63.780)
- 33 – Faxe (45.733)
- 34 – Køge (66.088)
- 35 – Greve (52.677)
- 36 – Roskilde (66.179)
- 37 – Holbæk (54.352)
- 38 – Kalundborg (63.921)
- 39 – Ringsted (48.173)
- 40 – Slagelse (60.183)

## Wahlergebnisse

### Stimmenanteile
Im Sjællands Storkreds hat bei bisher jeder Wahl die Partei die meisten Stimmen geholt, die auch landesweit gewonnen hatte. So lag 2007 und 2011 die Venstre vorne und seit 2015 die Socialdemokraterne, welche stets zulegten im Wahlkreis. 2015 konnte die Dansk Folkeparti im Wahlkreis deutlich vor die Venstre rücken. Sie erreicht im Sjællands Storkreds stets überproportional gute Ergebnisse.
| Wahl | Wahl  | Wahl- berechtigte | Wahl- beteiligung | A    | B   | C   | D   | E   | F    | I 1 | K   | M    | O    | P   | Q   | V    | Æ   | Ø   | Å   | Sonst. |
| ---- | ----- | ----------------- | ----------------- | ---- | --- | --- | --- | --- | ---- | --- | --- | ---- | ---- | --- | --- | ---- | --- | --- | --- | ------ |
| 2007 | [ 2 ] | 610.343           | 86,8              | 25,5 | 3,9 | 8,5 | —   | —   | 12,8 | 2,7 | 0,4 | —    | 16,8 | —   | —   | 27,8 | —   | 1,6 | —   | —      |
| 2011 | [ 3 ] | 612.164           | 87,7              | 25,1 | 7,5 | 4,7 | —   | —   | 9,8  | 4,5 | 0,4 | —    | 16,1 | —   | —   | 26,3 | —   | 5,6 | —   | —      |
| 2015 | [ 4 ] | 618.807           | 85,7              | 27,9 | 3,2 | 2,9 | —   | —   | 3,9  | 6,2 | 0,4 | —    | 25,6 | —   | —   | 19,6 | —   | 6,7 | 3,5 | 0,0    |
| 2019 | [ 5 ] | 628.910           | 83,7              | 28,2 | 5,8 | 5,8 | 2,6 | 1,0 | 8,8  | 1,8 | 0,8 | —    | 10,9 | 2,7 | —   | 24,3 | —   | 5,2 | 2,0 | 0,0    |
| 2022 | [ 1 ] | 634.513           | 83,2              | 30,3 | 2,4 | 4,5 | 4,4 | —   | 9,8  | 6,6 | 0,2 | 10,8 | 4,3  | —   | 0,5 | 12,6 | 8,1 | 3,3 | 1,9 | 0,2    |

### Mandate
Der Sjællands Storkreds wird seit 2011 mit 20 Wahlkreismandaten bemessen. In Klammern angegeben ist zudem die Zahl der Ausgleichsmandate, die zusätzlich an Kandidaten aus dem Wahlkreis fielen. 
| Wahl | Gesamt | A     | B     | C     | D     | F     | I 1   | M     | O     | V     | Æ   | Ø     | Å     |
| ---- | ------ | ----- | ----- | ----- | ----- | ----- | ----- | ----- | ----- | ----- | --- | ----- | ----- |
| 2007 | 21 (7) | 6 (1) | 0 (1) | 2 —   | —     | 3 —   | 0 (1) | —     | 4 (1) | 6 (2) | —   | 0 (1) | —     |
| 2011 | 20 (6) | 5 (2) | 1 (1) | 1 —   | —     | 2 —   | 1 —   | —     | 3 (1) | 6 (1) | —   | 1 (1) | —     |
| 2015 | 20 (7) | 7 (1) | 0 (1) | 0 (1) | —     | 1 —   | 1 —   | —     | 6 (1) | 4 (1) | —   | 1 (1) | 0 (1) |
| 2019 | 20 (9) | 7 (1) | 1 (1) | 1 (1) | 0 (1) | 2 (1) | 0 —   | —     | 2 (1) | 6 (1) | —   | 1 (1) | 0 (1) |
| 2022 | 20 (6) | 7 —   | 0 (1) | 1 —   | 1 —   | 2 (1) | 1 (1) | 2 (1) | 1 —   | 3 —   | 2 — | 0 (1) | 0 (1) |